# تدفق نابض
في مجال ديناميكا الموائع، يعرف التدفق مع وجود تباينات دورية باسم التدفق النابض. ويعتبر نظام القلب والأوعية الدموية الموجود عند الحيوانات الحبلية مثالاً جيدًا على التدفق النابض. كما نجد التدفق النابض كذلك في المحركات والنظم الهيدروليكية، وهو ناتج عن آليات الدوران الخاصة بها.

## الاشتقاق
للحصول على حجم السرعة عندما يكون التدفق غير ثابت، يجب حل معادلات الحركة والاستمرارية. وبناءً على مدى تعقيد الشروط الحدِّية، يمكن أن يكون الحل التحليلي للمسألة غير عملي وبالتالي فإن عمليات المحاكاة العددية يمكن أن تكون ضرورية. ونقدم هنا حلاً تحليليًا يضع الافتراضات التالية:
- أن السوائل متجانسة ولا يمكن ضغطها وأنها نيوتونية
- جدار الأنبوية صلب ودائري وأسطواني;
- الحركة صفائحية وتماثلية محورية ومتوازية مع محور الأنبوبة
- الشروط الحدِّية متسقة محوريًا عند المركز مع شرط عدم الانزلاق على الحائط
- يتحرك السائل بتدرج الضغط
- الجاذبية ليس لها تأثير على السوائل.[1][2]

يمكن تبسيط معادلات المجال مثل معادلات نافييه-ستوكس ومعادلة الاستمرارية كما يلي
{\displaystyle \rho {\frac {\partial u}{\partial t}}=-{\frac {\partial p}{\partial x}}+\mu \left({\frac {\partial ^{2}u}{\partial r^{2}}}+{\frac {1}{r}}{\frac {\partial u}{\partial r}}\right)\,}
و
{\displaystyle {\frac {\partial u}{\partial x}}=0\,.}
تدرج الضغط هو وظيفة دورية عامة
{\displaystyle {\frac {\partial p}{\partial x}}=\sum _{n=0}^{N}C_{n}e^{in\omega t}\,.}
ينتج عن حجم السرعة المشتقة من الضغط المعادلة التالية
{\displaystyle u(r,t)=\sum _{n=0}^{N}U_{n}e^{in\omega t}\,.}
ينتج عن استبدال تدرج الضغط وحجم السرعة في معادلة نافييه-ستوكس المعادلة التالية
{\displaystyle i\rho n\omega U_{n}=-C_{n}+\mu \left({\frac {\partial ^{2}U_{n}}{\partial r^{2}}}+{\frac {1}{r}}{\frac {\partial U_{n}}{\partial r}}\right)\,.}
عند الوفاء بالشروط الحدِّية، يكون الحل العام هو
{\displaystyle U_{n}(r)=A_{n}J_{0}\left(\alpha {\frac {r}{R}}n^{1/2}i^{3/2}\right)+B_{n}Y_{0}\left(\alpha {\frac {r}{R}}n^{1/2}i^{3/2}\right)+{\frac {iC_{n}}{\rho n\omega }}\,,}
حيث إن {\displaystyle J_{0}(kr)} هي دالة بيسل من النوع الأول والترتيب صفري، و{\displaystyle Y_{0}(kr)} هي دالة بيسل من النوع الثاني وصفرية الرتبة، و{\displaystyle k} هو الثابت. {\displaystyle A_{n}} and {\displaystyle B_{n}} هما ثابتان اختياريان و{\displaystyle \alpha } هو بلا أبعاد عدد وميرسلي. ولتحديد {\displaystyle A_{n}} و{\displaystyle B_{n}} the يستخدم الاتساق مع المحور كشرط حدِّي، i.e. {\displaystyle \partial U_{n}/\partial r=0}، ثم نُهُج {\displaystyle J_{0}'} و{\displaystyle Y_{0}'} مشتقات اللانهاية. وبالتالي يجب على {\displaystyle B_{n}} ألا تكون موجودة. وينتج عن الشرط الحدِّي عند الحائط
{\displaystyle U_{n}(R)=0=A_{n}J_{0}\left(\alpha n^{1/2}i^{3/2}\right)+{\frac {iC_{n}}{\rho n\omega }}\,.}
وبحل هذه المعادلة بالنسبة لقيمة {\displaystyle A_{n}}، فإننا نحصل على قيم مسجلة لحجم السرعة
{\displaystyle U_{n}(r)={\frac {iC_{n}}{\rho n\omega }}\left[1-{\frac {J_{0}(\alpha {\frac {r}{R}}n^{1/2}i^{3/2})}{J_{0}(\alpha n^{1/2}i^{3/2})}}\right]\,,}
والتي تؤدي إلى حجم السرعة ذاتها
{\displaystyle u(r)=\sum _{n=0}^{N}{\frac {iC_{n}}{\rho n\omega }}\left[1-{\frac {J_{0}(\alpha {\frac {r}{R}}n^{1/2}i^{3/2})}{J_{0}(\alpha n^{1/2}i^{3/2})}}\right]e^{in\omega t}\,.}
يعتمد حجم السرعة على قيمة العدد اللابعدي {\displaystyle \alpha }.

## التدفق في القلب والأوعية الدموية
ثبت أن الخصائص الناضية ناتجة عن اثنتين من المضخات. والمضخة الأولية هي القلب الذي يجعل الدم يتدفق وسرعته تكون متذبذبة من صفر وحتى معدلات مرتفعة جدًاعند فتح وغلق الصمامات الموجودة بالمداخل والمخارج من وإلى البطينين بشكل متقطع مع كل نبضة من نبضات القلب. والمضخة الثانية تنتج عن الجهاز التنفسي والأجهزة الهيكلية، والتي تقوم بأقصى أداء لها فيما يتعلق بالتدفق الوريدي. إن النبضات الناتجة عن خروج الدم من البطين الأيسر على وجه الخصوص توضح أنها تنتج نبضات غير خطية وعابرة عند الضغط والتدفق. وهذا يؤدي إلى ظهور أنماط معقدة لضربات القلب تنتشر في بقية الشبكة؛ مما يؤدي إلى وجود تباينات في إجهاد القص المطبق على طبقة الخلايا البطانية التي تغطي جدار الوعاء الدموي. واعتمادًا على كمية الضغط، يكون رد فعل ما تفرزه الخلايا البطانية من مواد كيميائية تحفز إما انبساط أو انقباض العضلات الملساء المحيطة بالأوعية.
ومن الناحية الرياضية، يكون هذا التدفق شبه مستحيل باستخدام معيار معادلات نافييه-ستوكس. بدلاً من ذلك، يتم تقديم معادلة يمكن أن تضع نموذجًا للتدفق؛ والتي ثبت أنها مستحيلة تقريبًا، يتم استخدام عدد وميرسلي. وتم وضع هذا العدد اللابعدي لقياس تردد وشدة نبضات القلب وليس نموذجًا للتدفق الفعلي.
وكما ترى، يمكن لهذه المعادلة أن تتخذ شكلين عن طريق استبدال mu/rho بـ nu. ويتضح كذلك أن العدد اللابعدي يتأثر في المقام الأول بحجم الوعاء الدموي المبين في الجدول أدناه. وحيث إن كثافة الدم ولزوجته تظل ثابتة إلى حد ما (توجد تباينات طفيفة ككل) فإن قيمة الجذر التربيعي ستكون متماثلة للجميع؛ لذلك فإن حجم الوعاء الدموي هام.
| القسم                  | نصف القطر (سم) | ألفا   |
| ---------------------- | -------------- | ------ |
| الأبهر الصاعد          | 0.75           | 14.628 |
| الأبهر النازل          | 0.65           | 12.677 |
| الشريان الأورطي البطني | 0.45           | 8.777  |
| شريان الفخذ            | 0.2            | 3.901  |
| الشريان السباتي        | 0.25           | 4.876  |
| الشريان                | 0.0025         | 0.049  |
| الشعيرات الدموية       | 0.0003         | 0.006  |
| الوريد                 | 0.002          | 0.039  |
| الوريد الأجوف السفلي   | 0.5            | 9.752  |
| الشريان الرئوي الرئيسي | 0.85           | 16.578 |

تم حساب هذه القيم عندما كان تردد القلب 2 هرتز، وكثافة الدم 1060 كجم/م3 عند درجة حرارة 37 درجة مئوية، واللزوجة الديناميكية 0.035 باسكال-ث